# Afade (langue)
L'afade – également connu sous le nom d'afadeh, affade ou mandagué – est une langue tchadique du groupe Kotoko, parlée par environ 5 000 personnes (2004) au Cameroun dans la région de l'Extrême-Nord, particulièrement dans le département du Logone-et-Chari, au sud de Makary. 
Elle est notamment liée au lagwan, au maslam, au malgbe, au mpade et au mser.
C'est une langue menacée de disparition (6b).